# Al Shabab Al Arabi Club 2011-2012
Questa voce raccoglie le informazioni riguardanti l'Al Shabab Al Arabi Club nelle competizioni ufficiali della stagione 2011-2012.

## Stagione
La stagione 2011-2012 per l'Al-Shabab deve essere una stagione di conferme dopo la splendida stagione 2010-2011. Nella sessione estiva del calciomercato arrivano due acquisti importanti, il centrocampista brasiliano Éder Luciano dal Persepolis Football Club e anche un altro centrocampista questa volta proveniente dal Bunyodkor,
Azizbek Haydarov, mentre nella sessione invernale arriva in prestito dal Clube Náutico Capibaribe l'attaccante brasiliano Kieza.
L a stagione non inizia molto bene infatti la squadra viene subito eliminata al terzo turno della Coppa del Presidente, ma subito l'Al-Shabab si rifà ottenendo l'accesso alla fase a gironi della AFC Champions League e la finale della Etisalat Emirates Cup.

## Organigramma societario
Area direttiva
- Presidente: H.E Sami Ahmad AlQamzi
- Direttore generale: Mr. Yousef Ahmad Bin Ghulaita
- Direttore esecutivo: Mr. Saeed Khalifa AlMarri
- Direttore dell'area sociale:  Mr. Mohammed Matar Al-Marri

Area comunicazione
- Direttore dell'area comunicazione: Mr. Mohammed Matar Al-Marri
- Direttore delle relazioni istituzionali: Mr. Mohammed Matar Al-Marri

Area marketing
- Direttore economico: Mr. Jamal Hamid al-Marri
- Direttore commerciale: Mr. Jamal Hamid al-Marri
- Responsabile Marketing: Mr. Majid Sultan Al Joker

Area tecnica
- Direttore sportivo della sezione sportiva: Mr. Mohammed Matar Al-Marri
- Allenatore: Paulo Bonamigo
- Responsabile Accademie Giovanili: Mr. Jamal Saif Al Ali
- Dottore: Mr. Khalid Bu Humaid

## Rosa
| N. |                                | Ruolo | Calciatore                    |
| -- | ------------------------------ | ----- | ----------------------------- |
| 1  | Emirati Arabi Uniti (bandiera) | P     | Salim Abdulla (vice capitano) |
| 12 | Emirati Arabi Uniti (bandiera) | P     | Ismail Rabee Juma             |
| 5  | Emirati Arabi Uniti (bandiera) | D     | Waleed Abbas                  |
| 4  | Emirati Arabi Uniti (bandiera) | D     | Esam Dhahi                    |
| 3  | Emirati Arabi Uniti (bandiera) | D     | Hamdan Qassim                 |
| 19 | Emirati Arabi Uniti (bandiera) | D     | Issa Mohammed                 |
| 26 | Emirati Arabi Uniti (bandiera) | D     | Abdullah Darwish              |
| 28 | Emirati Arabi Uniti (bandiera) | D     | Mohammed Marzooq              |
| 5  | Emirati Arabi Uniti (bandiera) | D     | Sami Anbar                    |
| 33 | Emirati Arabi Uniti (bandiera) | D     | Mohamed Ahmad Gharib          |
| 2  | Uzbekistan (bandiera)          | D     | Azizbek Haydarov              |
| 29 | Emirati Arabi Uniti (bandiera) | D     | Mahmoud Qassim                |
| 20 | Emirati Arabi Uniti (bandiera) | C     | Naser Masood                  |

| N. |                                | Ruolo | Calciatore                   |
| -- | ------------------------------ | ----- | ---------------------------- |
| 17 | Brasile (bandiera)             | C     | Éder Luciano                 |
| 17 | Emirati Arabi Uniti (bandiera) | C     | Hassan Ibrahim               |
| 7  | Emirati Arabi Uniti (bandiera) | C     | Ali Mohammad Rashid          |
| 89 | Emirati Arabi Uniti (bandiera) | C     | Dawood Ali                   |
| 23 | Brasile (bandiera)             | A     | Kieza                        |
| 24 | Emirati Arabi Uniti (bandiera) | C     | Adel Abdullah Abbas          |
| 77 | Emirati Arabi Uniti (bandiera) | C     | Fahad Hassan                 |
| 99 | Emirati Arabi Uniti (bandiera) | A     | Sanad Ali                    |
| 9  | Cile (bandiera)                | C     | Carlos Villanueva (capitano) |
| 10 | Emirati Arabi Uniti (bandiera) | A     | Rashid Hassan                |
| 78 | Brasile (bandiera)             | A     | Ciel                         |
| 11 | Emirati Arabi Uniti (bandiera) | A     | Suroor Salim                 |

### Staff tecnico
- Allenatore: Paulo Bonamigo
- Vice-Allenatore: Alciney Miranda
- Preparatore atletico: Youssef Salimi
- Allenatore dei portieri: Hassan Abdulqader
- Assistente tecnico: Salem Saad
- Dottore del team: Mourad Ghrairi

## Calciomercato

### Sessione estiva(dall'1/7 all'1/9)
| Acquisti | Acquisti         | Acquisti   | Acquisti   |
| R.       | Nome             | da         | Modalità   |
| -------- | ---------------- | ---------- | ---------- |
| C        | Azizbek Haydarov | Bunyodkor  | definitivo |
| C        | Éder Luciano     | Persepolis | definitivo |

| Cessioni | Cessioni      | Cessioni | Cessioni      |
| R.       | Nome          | a        | Modalità      |
| -------- | ------------- | -------- | ------------- |
| A        | Lamine Diarra | Partizan | fine prestito |

### Sessione invernale(dal 3/01 al 31/01)
| Acquisti | Acquisti | Acquisti | Acquisti |
| R.       | Nome     | da       | Modalità |
| -------- | -------- | -------- | -------- |
| A        | Kieza    | Náutico  | prestito |

| Cessioni | Cessioni    | Cessioni | Cessioni   |
| R.       | Nome        | a        | Modalità   |
| -------- | ----------- | -------- | ---------- |
| A        | Julio Cesar | Al-Khor  | definitivo |

## Risultati

### AFC Champions League

#### Spareggio Preliminari
| Arbitro: | Mohsen Torky |

|                              |           |  |
| Obaid 6’, 60’ Haydarov 90+3’ | Marcatori |  |

#### Fase a Gironi
| Dubai 7 marzo 2012, ore 17:00 1ª giornata | Al-Shabab           | 0 – 0 referto | Al-Gharafa | Al Shabab Stadium (3.542 spett.)\| Arbitro: \| A. Bin Abdul Bashir \| |
| Arbitro:                                  | A. Bin Abdul Bashir |               |            |                                                                       |

| Arbitro: | M. Iemoto |

|                                                                     |           |                 |
| É. Zayed 8’, 48’, 54’ G. Rezaei 60’ A. Karimi 62’ A. Feshangchi 87’ | Marcatori | 56’ (pen.) Ciel |

| Dubai 4 aprile 2012, ore 17:30 3ª giornata                   | Al-Shabab | 1 – 1 referto     | Al-Hilal | Al Shabab Stadium (4.522 spett.) |
| \| \| \| \| \| Ciel 37’ \| Marcatori \| 70’ Yoo Byung-Soo \| |           |                   |          |                                  |
|                                                              |           |                   |          |                                  |
| Ciel 37’                                                     | Marcatori | 70’ Yoo Byung-Soo |          |                                  |

| Arbitro: | Andre El Haddad |

|                      |           |           |
| Y. El-Arabi 45’, 68’ | Marcatori | 16’ Kieza |

| Arbitro: | Myung-Yong Choi |

|                                |           |                 |
| A. Dindane 80’ O. El Assas 84’ | Marcatori | 65’ I. Mohammed |

| Arbitro: | Hai Tan |

|                |           |                                                |
| I. Mohammed 8’ | Marcatori | 43’ É. Zayed 53’ M. Pouladi 90’ M.i Mahdavikia |

### Etisalat Emirates Cup

#### Finale
| Arbitro: | Ammar Ali Abdulla Jumaa Al Junaibi |

|             |                      |          |
| Grafite 58’ | Marcatori            | 9’ Kieza |
|             | Tiri di rigore 5 – 4 |          |